# 胡安·加賴薩瓦爾
胡安·加赖萨瓦尔（西班牙語：Juan Garaizabal，1971年3月20日—），出生于1971年马德里，观念艺术家、雕塑家和雕刻工，也是多方面艺术家，曾尝试过绘画、影像艺术、装置艺术和听觉艺术。他的纪念性建筑物的公共艺术被国际上所认可。其个人项目Memorias Urbanas（城市记忆）用灯光和雕塑结构恢复了缺失的建筑元素，也填补了具有历史意义的市区。

### 艺术史
他曾就读于马德里IB 67学院学习绘画，在法国兰斯CESEM接受高等教育。他把空间和阁楼的转化结合于自己的创作之初，还通过不同的材料获得经验。在目前阶段，他在柏林和马德里工作，从事关于公共空间的概念介入。他的作品有很大一部分是由手工完成的，同时也采用钢铁锻造，照明，木工作坊，砌体结构和可塑材料的技术。

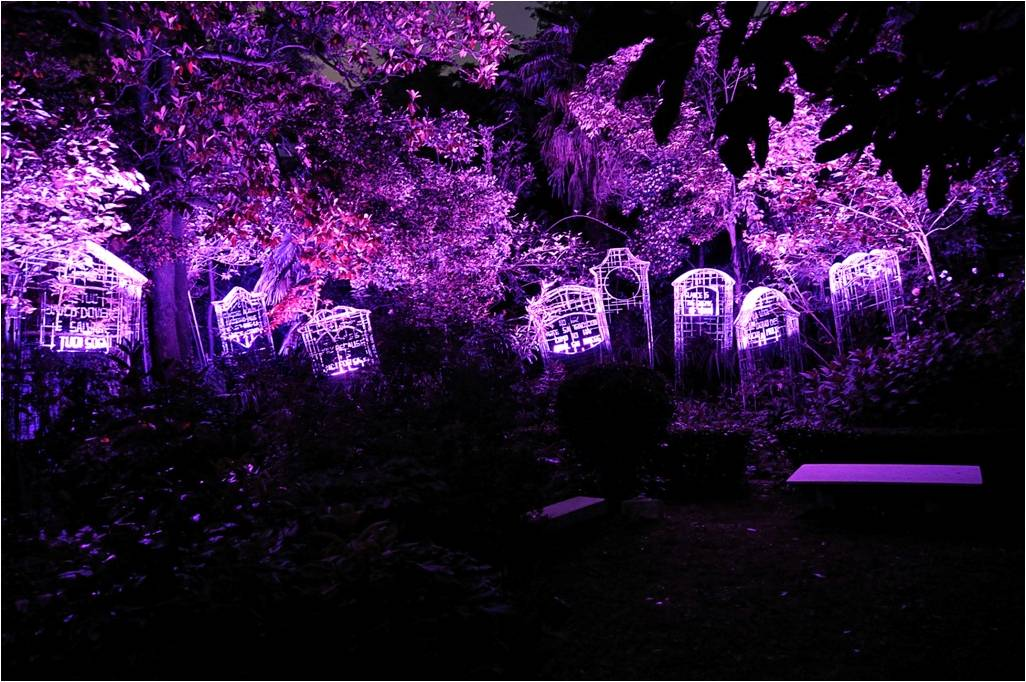
Juan Garaizabal Memoria del Giardino

### 公共设施
主要公共设施雕塑
- 2006: Blosque de Flores, 瓦伦西亚, 西班牙.[2]
- 2007: Memoria Urbana Bucarest, Uranus Area. Noaptea Alba, 罗马尼亚.[3]
- 2011: Archives Stairway. Connecticut, 美国.
- 2012: Memoria Urbana Berlín, 德国.[4]
- 2013: Memoria del Giardino瓦伦西亚, 意大利. Comisariado por Barbara Rose.[5]

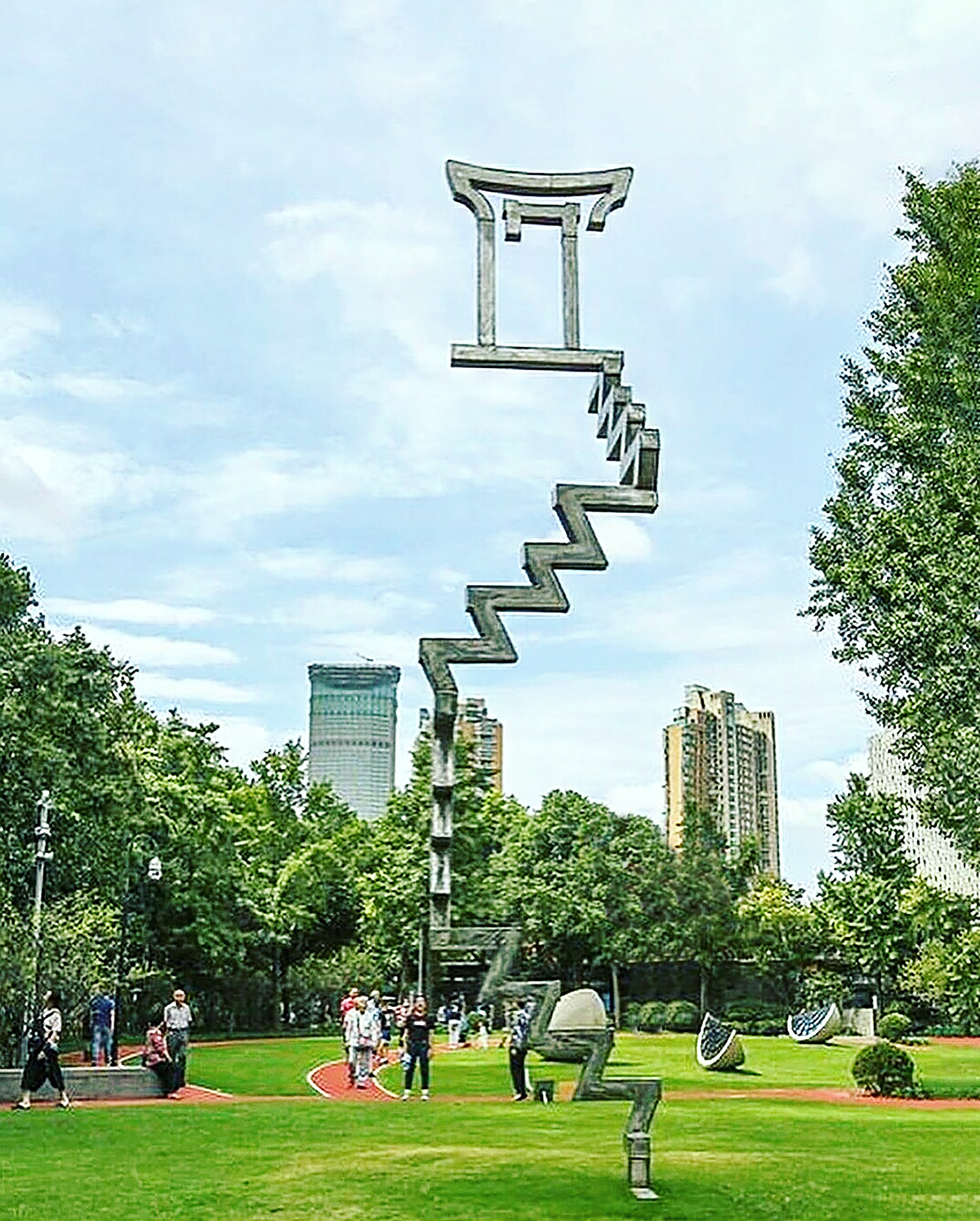
Ever Time Gate by Juan Garaizabal. 2020. Shanghai Jing'An Sculpture Biennial.

### 个人生活
Juan Garaizabal现在是两个女儿的父亲。他从1998年到2007年之间，在不同的阶段，从马德里到开普敦越过了非洲大陆。目前他居住在柏林和马德里，他把临时工作室结合起来用于其他项目。